# Hotel Gellért
L'Hotel Gellért è un hotel in stile Art Nouveau che si trova a Budapest sulla sponda destra del Danubio.

## Storia
La costruzione dell'Hotel Saint Gellért iniziò nel 1912 e prende il nome da San Gerardo, primo vescovo d'Ungheria nell'XI secolo.
L'hotel da 176 camere è stato progettato dagli architetti ungheresi Ármin Hegedűs, Artúr Sebestyén e Izidor Sterk. I lavori di costruzione dell'hotel rallentarono a causa della prima guerra mondiale e non ripartirono fino al settembre 1918, proprio quando la guerra stava finendo e l'Impero austro-ungarico stava precipitando nel caos. Nel 1919, dopo la caduta della Repubblica Sovietica ungherese, l'hotel è stato requisito per esser usato dal governo nazionale e nel 1927 è stato ampliato con altre 60 camere, una piscina ad onde e la gestione dei ristoranti dell'hotel è stata affidata al noto ristoratore ungherese Károly Gundel. Nel 1934, l'hotel ha aggiunto una piscina idromassaggio.
Durante la seconda guerra mondiale l'hotel è stato gravemente danneggiato e successivamente le autorità comuniste del dopoguerra rimossero il "St." dal nome dell'hotel che divenne Hotel Gellért. Nel 1981, dopo una serie di restauri, l'hotel è passato sotto la gestione della società Danubius Hotels, che lo ha acquistato l'hotel a titolo definitivo nel giugno 1996. Il centro termale adiacente è invece di proprietà e gestito dal Comune di Budapest.

## Design
L'hotel è stato costruito in stile secessionista con alcuni elementi biomorfi e gli interni dell'hotel sono stati costruiti in stile Art Nouveau con alte cupole in vetro e decorazioni in ferro battuto. La scala che parte dalla reception dell'hotel è ornata da una finestra di vetro su misura in cui è rappresentata la Caccia del cervo miracoloso dell'antica mitologia ungherese.
Durante e dopo la seconda guerra mondiale l'hotel e le terme subirono ingenti danni. Alla fine degli anni '50 iniziò il restauro dell'hotel e del suo centro termale.

## Posizione
L'hotel dista 21 km dall'aeroporto internazionale di Budapest Ferenc Liszt ed è raggiungibile in taxi, minibus o mezzi pubblici.
La stazione ferroviaria più vicina, la stazione di Kelenföld, è a soli 3 km di distanza ed è raggiungibile direttamente con la linea 4 della metropolitana di Budapest, che consente di raggiungere anche la stazione di Budapest Est.

## Apparizioni sui media
- Nell'hotel si svolge la cerimonia di premiazione del premio internazionale della letteratura Balint Balassi Memorial Sword Award.
- L'hotel è tra le ambientazioni della serie di videogiochi Hitman e precisamente è presente in Hitman: Pagato per uccidere e Hitman: Contracts.
- Nell'hotel sono state girate alcune scene del film francese Le Tournoi[4], dei film italiani Io e mia sorella[5] e Natale a 5 stelle[6] e del film statunitense Red Sparrow.[7]